# 37 Kozacki Policyjny Pułk Strzelecki
37 Kozacki Policyjny Pułk Strzelecki (ros. 37-й казачий полицейский стрелковый полк) – oddział policyjny złożony z Kozaków podczas II wojny światowej
Pułk został sformowany w listopadzie-grudniu 1943 r. w rejonie Równego. W jego skład weszły cztery bataliony policyjne (jeden niemiecki i trzy kozackie). Działał w rejonie Dubna. W lutym 1944 r. poniósł ciężkie straty. Resztki pułku zostały rozformowane 6 kwietnia tego roku.